# Anolis nebuloides
Espèce
Synonymes
- Norops nebuloides (Bocourt, 1873)
- Norops simmonsi Holman, 1964
- Anolis simmonsi (Holman, 1964)

Statut de conservation UICN

 LC  : Préoccupation mineure
Anolis nebuloides est une espèce de sauriens de la famille des Dactyloidae. 

## Répartition
Cette espèce est endémique du Mexique. Elle se rencontre dans les États du Sonora, de Chihuahua, de Colima, du Guerrero, de Puebla et d'Oaxaca.

## Publication originale
- Bocourt, 1873 : in Recherches Zoologiques pour servir à l'Histoire de la Faune de l'Amérique Centrale et du Mexique. Mission Scientifique au Mexique et dans l'Amérique Centrale, Recherches zoologiques. Part 2, sect. 1. in Duméril, Bocourt & Mocquard, 1870-1909, Études sur les reptiles, vol. 2-15, p. 33-860.